# Huracán Karl (1980)
El huracán Karl fue un inusual y tardío ciclón tropical que se formó durante la Temporada de huracanes en el Atlántico de 1980. Fue un huracán mínimo de categoría 1 en la escala Saffir-Simpson, Karl se desarrolló en el centro de otro, ciclón extratropical más grande en el Atlántico Norte. Después de ser clasificado como ciclón subtropical el 25 de noviembre, se hizo más independiente de su matriz y la tormenta se convirtió en un huracán en toda regla. Alcanzó su punto máximo de intensidad el 26 de noviembre, y en última instancia se disipó cuando se fusionó con otro sistema.
Karl tiene el récord de la formación más septentrional de un ciclón tropical o subtropical en noviembre en el Océano Atlántico. También alcanzó fuerza de huracán a una latitud inusual, y ha contribuido a uno de los noviembres más activos registrados, en términos de los ciclones tropicales. Sin embargo, se mantuvo en mar abierto y no tuvo efectos en tierra. Fue la tormenta número 11 con nombre en la temporada, y debido a la falta de daños, su nombre no fue retirado.

## Historia meteorológica

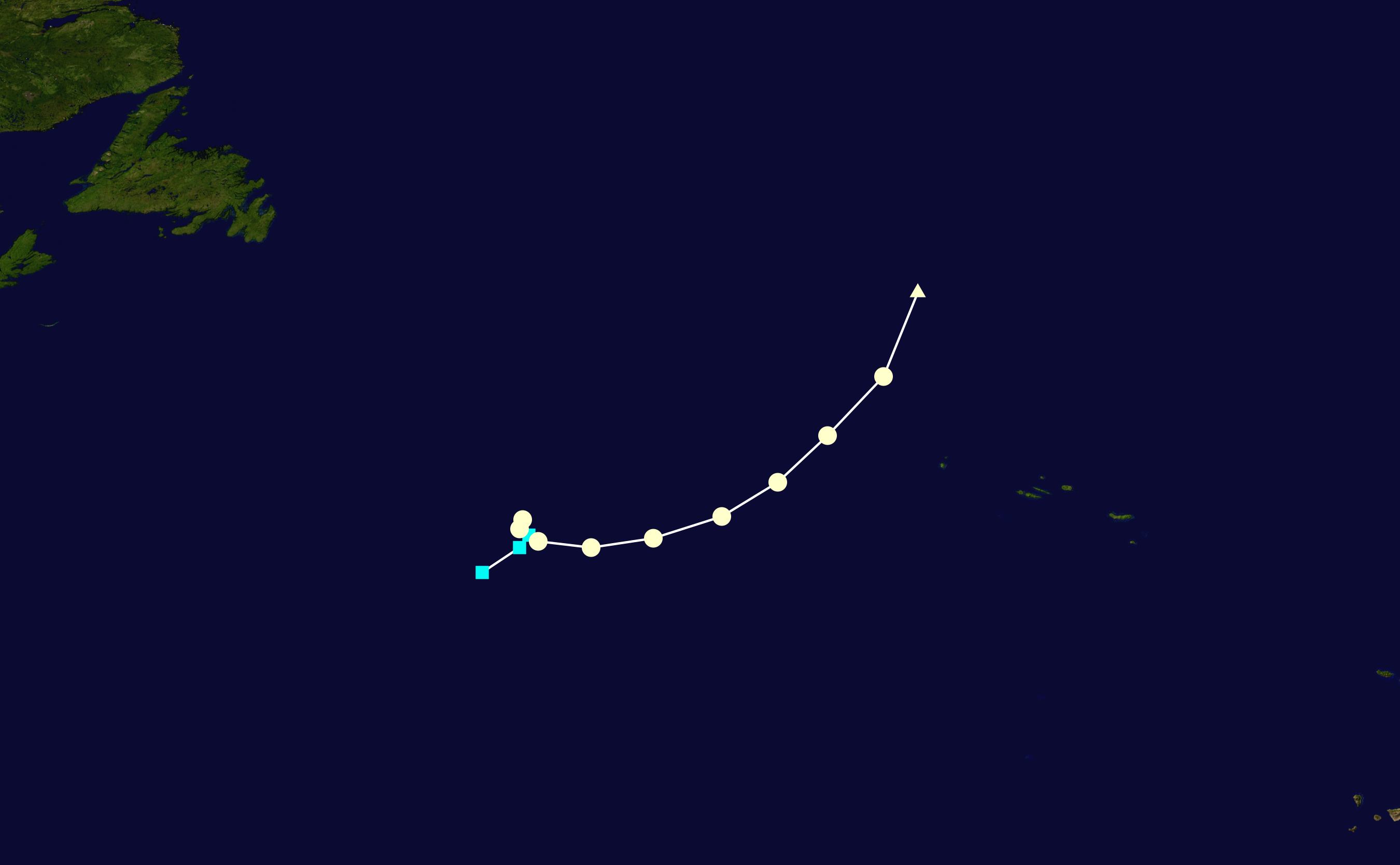
Trayectoria del huracán Karl

El huracán Karl se originó en una zona de baja presión que se formó a lo largo de un frente cerca del sureste de Estados Unidos. Se acercó a las provincias marítimas de Canadá al día siguiente y se fortaleció por debajo de 1000 milibares . El 24 de noviembre, el amplio ciclón se encontraba al sur de Terranova, y temprano al día siguiente una masa de convención se desarrolló cerca del núcleo. Se desarrolló en un vórtice por separado, y debido a la falta de inhibición de la cizalladura del viento, un pequeño ciclón se desarrolló. Se convirtió en una tormenta subtropical a las 0000 UTC antes de ejecutar un bucle en sentido antihorario cerrado como un ciclón más grande. Alrededor de 18 horas más tarde, la tormenta se fortaleció y ganó suficientes características tropicales para ser designado como un huracán, acompañado por la formación de una pronunciada característica de ojo. En ese momento, se encuentra a unos 1110 km (689,72 mi) al oeste - suroeste de las Azores. Aunque el desarrollo de un ciclón tropical dentro de una tormenta no tropical es rara, tiene precedentes. Un huracán sin nombre en noviembre de 1991 también se formó de esta manera.
Después de ser clasificado como un huracán, Karl se fortaleció gradualmente, y su circulación se hizo más distinguida de la nubosidad circundante. Una vaguada que surgió de América del Norte dirigió el huracán hacia el este, y el 26 de noviembre, alcanzó su pico de intensidad con vientos máximos sostenidos de 140 km/h (86,99 mph) y una lectura central de la presión barométrica de 985 mbar (hPa; 29,09 inHg). Karl mantiene esta fuerza durante aproximadamente 18 horas hasta que comienza a debilitarse ligeramente a medida que se aceleró hacia el noreste. El 27 de noviembre , el ojo de la tormenta se hizo más desigual cuando el ciclón pasó a 370 km (229,91 mi) de las Azores y comenzó a mostrar signos de deterioro. La vaguada sobre el Atlántico Norte se convirtió en la zona de baja presión dominante, y Karl se volvió hacia el norte alrededor de su periferia. Se fusionó con otro sistema próximo y se declaró disipado el 28 de noviembre.

## Récords e impacto

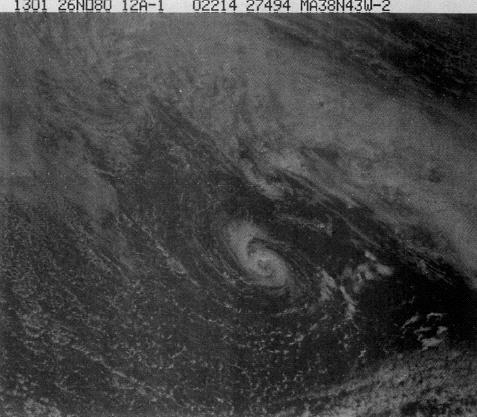
El huracán el 26 de noviembre

El huracán Karl fue inusual en varios aspectos. Se desarrolló a finales de la temporada de huracanes, que se extiende del 1 de junio al 30 de noviembre, sobre aguas más frías que el límite estándar para la formación de ciclones tropicales. Marcó el desarrollo más al norte de un ciclón tropical o subtropical en noviembre en los registros, hasta que el huracán sin nombre de 1991 fue más al norte. Se convirtió en una tormenta subtropical a última hora del 31 de octubre y se trasladó al sur el 1 de noviembre. Karl alcanzó la categoría 1 en la escala Saffir-Simpson más al norte que cualquier otra tormenta hasta que el huracán sin nombre de 1991 se convirtió en un huracán en mayor latitud. El récord de la tormenta también fue superado por el huracán Noel en 2001. Karl fue el huracán formado más al este durante los últimos 10 días del mes de noviembre. Además, se mantuvo en intensidad de huracán hasta llegar a 45,0°N, y en ese momento se convirtió en extratropical; solo el huracán Lois en 1966 duró como un huracán más al norte en el mes de noviembre.
Cuando Karl se convirtió en huracán el 25 de noviembre, la temporada de 1980 se hizo notable por tener dos huracanes en noviembre; el otro fue Jeanne . Este empató con 1932 y 1969 para el registro de más huracanes en noviembre, que fue empatado durante la temporada de 1994. La temporada de 2004 rompió estos registros con tres huracanes. A pesar de su anormalidad, el ciclón nunca se fortaleció más allá de un huracán mínimo, y nunca afectó a tierra. Como resultado, no se produjeron muertes ni daños. Uno de los barcos al noroeste del centro de Karl registró vientos de 56km/h y una presión atmosférica de 993 mbar. Debido a la falta de efectos, el nombre de "Karl" no fue retirado, y se reutilizó en las temporadas de 1998,  2004 y 2010. Se sigue programado para ser utilizada de nuevo durante la temporada 2016 .